# Нове Бжезьно (Великопольське воєводство)
Нове Бжезьно (пол. Nowe Brzeźno, нім. Neu Briesen) — село в Польщі, у гміні Будзинь Ходзезького повіту Великопольського воєводства.
Населення — 224 особи (2011).
У 1975-1998 роках село належало до Пільського воєводства.

## Демографія
Демографічна структура станом на 31 березня 2011 року:
|          | Загалом | Допрацездатний вік | Працездатний вік | Постпрацездатний вік |
| -------- | ------- | ------------------ | ---------------- | -------------------- |
| Чоловіки | 117     | 24                 | 84               | 9                    |
| Жінки    | 107     | 26                 | 65               | 16                   |
| Разом    | 224     | 50                 | 149              | 25                   |